# Иксион (Эсхил)
«Иксион» (др.-греч. Ἰξίων) — трагедия древнегреческого драматурга Эсхила (первая половина V века до н. э.) на сюжет, взятый из фессалийского мифологического цикла. Её текст почти полностью утрачен.

## Сюжет и судьба пьесы

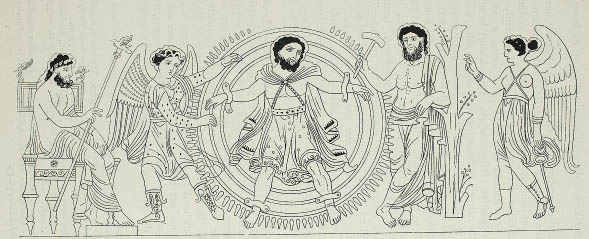
Изображение Иксиона на апулийской амфоре

Заглавный герой трагедии — персонаж фессалийских мифов, царь племени лапифов, жившего на севере Фессалии. Действие разворачивается после того, как Иксион убил своего тестя Деионея и получил очищение от Зевса. Герой оказался неблагодарен: он воспылал страстью к жене Зевса Гере. Специально для него было создано подобие Геры, но Иксион начал рассказывать людям, что возлежал с самой богиней. Зевс, не выдержав этого, низверг Иксиона в преисподнюю.
В источниках нет точной информации о составе драматического цикла, в который Эсхил включил «Иксиона». Однако ясно, что это было продолжение трагедии «Перребиянки», где речь шла об убийстве Деионея. Текст «Иксиона» почти полностью утрачен, сохранились только два небольших фрагмента. Один из них — сентенция: «Бывает смерть славнее, чем дурная жизнь». Другой — иносказание о том, что большой грех Иксиона (эпизод с Герой) заставил богов забыть о его прежней, малой, вине — убийстве тестя: « На короткой флейте мало щелей — // Заглушит ее длинная флейта».